# 오늘의 사건 사고
《오늘의 사건 사고》는 시바사카 토모카의 소설이자 이를 원작으로 2003년에 개봉된 일본 영화이다. 감독은 유키사다 이사오이며, 주연은 츠마부키 사토시, 다나카 레나이다. 대한민국에선 2006년에 개봉됐다.

## 줄거리
교토의 대학원에 진학하는 마사미치 (카시와바라 슈지)의 집들이에 모인 친구들. 연인인 마키 (다나카 레나), 친구 케이토 (이토 아유미)와 같이 온 나카자와 (츠마부키 사토시). 그런 평범한 "대학생들의 하루"를 그리면서 각 등장 인물에 초점을 맞춰 번갈아가며 이야기가 전개된다.

## 출연진
- 마키 : 다나카 레나
- 나카자와 : 츠마부키 사토시
- 케이토 : 이토 아유미
- 마사미치 : 가시와바라 슈지
- 니시야마 : 미우라 마사키
- 사카모토 : 이시노 아츠시
- 카와치 : 마츠오 토시노부
- 치요 : 이케와키 치즈루
- 야마다 : 야마모토 타로
- 카와사키 : 오쿠라 코지
- 서퍼 : 기타무라 가즈키
- 노조미 : 하타치야 메구미
- 야마다의 애인 : 시이나 에이히
- 마츠모토 : 츠다 칸지
- 캐스터 : 사토 히로미

## 제작진
- 감독 - 유키사다 이사오
- 각본 - 유키사다 이사오, 마시코 쇼이치
- 원작 - 시바사카 토모카
- 음악 - 야이다 히토미
- 제작 - 렌트랙 재팬, 요미우리TV, 아오이 프로모션, 덴쓰 외
- 배급 - 코무스톡